# Frederick Stewart (géologue)
Frederick Henry Stewart (16 janvier 1916 - 9 décembre 2001) est un géologue et universitaire écossais qui est professeur à l'Université d'Édimbourg.

## Biographie
Il est né à Aberdeen le 16 janvier 1916, fils de Frederick Robert Stewart, professeur d'ingénierie  à l'Université d'Aberdeen et de sa femme, Hester Alexander.
Il fait ses études au Fettes College et au Robert Gordon's College. Il obtient son BSc en zoologie en trois ans à l'Université d'Aberdeen. Il suit cela avec un doctorat (PhD) en géologie à Emmanuel College, Cambridge, tout en étudiant la géologie de l'île de Skye et du village de Belhelvie, Aberdeenshire.
En 1945, Stewart épouse Mary Stewart, qu'il rencontre alors qu'il travaille à Durham. Elle lui survit, mourant en 2014. Ils n'ont pas d'enfants.
Il reçoit des doctorats honorifiques des universités d'Aberdeen, de Leicester, de l'Université Heriot-Watt, de Durham et de Glasgow. Il est membre de la Royal Society of Edinburgh en 1957 . Il est élu membre de la Royal Society (FRS) en 1964,. Il reçoit la médaille Lyell par la Société géologique de Londres en 1970. Il est membre fondateur du Conseil culturel mondial en 1981.